# Papierfischchen
Das Papierfischchen (Ctenolepisma longicaudatum) ist ein Fischchen aus der Familie der Lepismatidae (Schuppenfischchen oder Silberfischchen im weiteren Sinn). Die heute weltweit verbreitete Art ist überall nur synanthrop, in menschlichen Behausungen, nachgewiesen; ihre eigentliche Heimat ist unbekannt.

## Merkmale
Der Körper ist, typisch für alle Fischchen, langgestreckt spindelförmig. Der nach hinten verjüngte Hinterleib (Abdomen) besitzt, wie der aller Fischchen, drei lange fadenförmige Anhänge, nämlich einen Endfaden (Terminalfilum) zwischen zwei Cerci. Die erwachsenen Tiere sind auf der Oberseite (dorsal) gleichmäßig grau beschuppt. Die Schuppen verdecken die gelblichweiße, ungezeichnete Kutikula. Dadurch ist die Art dem Silberfischchen (Lepisma saccharina) sehr ähnlich, mit dem sie gemeinsam (syntop) vorkommen kann und oft verwechselt wird.
Von den verwandten, synanthropen Fischchen-Arten Europas kann die Art so unterschieden werden: Einheitlich grau beschuppt, auch die Extremitäten und Körperanhänge wenig pigmentiert. Geschlechtsreife Tiere (Imagines) sehr groß, Körperlänge (ohne Anhänge gemessen) 11 bis 15, meist 13 Millimeter. Die Antennen und die Schwanzanhänge (Cerci und Terminalfilum) sind sehr lang, beide länger als der Körper. Für eine sichere Bestimmung sind nur mit Lupe oder mit Mikroskop erkennbare Merkmale hinzuzuziehen: Wie bei allen Kammfischchen (Gattung Ctenolepisma) sitzen auf den abdominalen Tergiten zwei bis sieben (Rückenplatten 2–7 des Exoskeletts) beidseits drei Borstenkämme aus kurzen Querreihen steifer Borsten. (Dem Silberfischchen fehlen Borstenkämme; das Ofenfischchen hat nur zwei.) Der Tergit des zehnten Hinterleibssegments ist langgestreckt trapezförmig mit gerade abgeschnittener, manchmal etwas ausgerandeter Hinterkante; nicht wie beim Kammfischchen kurz und dreieckig. Auf der Bauchseite des Hinterleibs, nahe dem Hinterende, sind zwei Paar Styli vorhanden, das sind gegliederte, beinähnliche Anhänge. Weibliche Tiere besitzen einen dünnen, extrem langen Ovipositor, der weit über das Hinterende vorsteht. Auf dieses Merkmal nimmt der Artname Bezug (longicaudatum = langgeschwänzt). Bei den männlichen Begattungsorganen fehlen Paramere.

## Lebensweise
Ctenolepisma longicaudatum liebt trockene Umgebung und meidet Licht; ihre bevorzugte Temperatur liegt zwischen 20 und 24 °C. Ideale Bedingungen bieten Wohnhäuser, wo sich die nachtaktiven Tiere von Papier und Kartonagen ernähren. Sie spalten Zellulosefasern mit einer körpereigenen Cellulase zu Zucker auf und verdauen diese dadurch. Bei ausbleibender Nahrung können sie bis zu 300 Tage überleben. Papierfischchen besiedeln den menschlichen Lebensraum. Auch Kammfischchen, Ofenfischchen und Silberfischchen (im engeren Sinn) sind sogenannte synanthrope Arten. Die Papierfischchen finden, wie die Silberfischchen, mithilfe eines Pheromons zueinander.

## Verbreitung und Bekämpfung
Papierfischchen kommen weltweit auf allen Kontinenten, mit Ausnahme von Antarktika, vor. In Südafrika, aus dem die Art erstbeschrieben wurde (aus Bothaville, Provinz Freistaat) lebt sie ausschließlich synanthrop in Häusern, kann also hier nicht ursprünglich heimisch sein. Eine Herkunft aus Zentralamerika wurde vermutet, jedoch sind hier ebenfalls nur Funde aus Häusern bekannt. In Australien ist es die häufigste synanthrope Fischchenart; vermutlich hat sie das früher eingeschleppte Silberfischchen stark zurück- oder ganz verdrängt. Damit ist die Herkunft der Art unbekannt.
In Europa wurden Schäden durch die Art insbesondere in den Niederlanden, wo sie 1989 zuerst gefunden wurde, gemeldet. Da die Art in gelagerten Materialien aller Art vorkommen kann, ihre Nahrungsbedürfnisse durch allgegenwärtige Materialien wie Papier gedeckt werden und auch ihr Feuchtebedürfnis recht gering ist, wird sie oft verschleppt, aber wegen der Ähnlichkeit zum Silberfischchen manchmal lange übersehen. In jüngerer Zeit scheint sich die Art in Nord- und Mitteleuropa auszubreiten; Erstnachweise liegen aus Belgien 1998, Schweden 2002 und dem Vereinigten Königreich 2014 vor. Österreich verzeichnet einen Einzelfund im Depot eines Wiener Museums aus dem Jahr 2002. In Deutschland erfolgte der Erstnachweis 2007 in Hamburg; inzwischen liegen etliche Funde aus Norddeutschland vor, so dass von weiterer Ausbreitung auszugehen ist.
Die invasiven Tierchen haben kaum natürliche Fressfeinde. Um Schäden in Archiven und Museen zu begrenzen, werden zunehmend Fallen aufgestellt, und einige Einrichtungen betreiben ein Schädlingsmanagement, das sich natürlich auch um andere unerwünschte Eindringlinge kümmert.

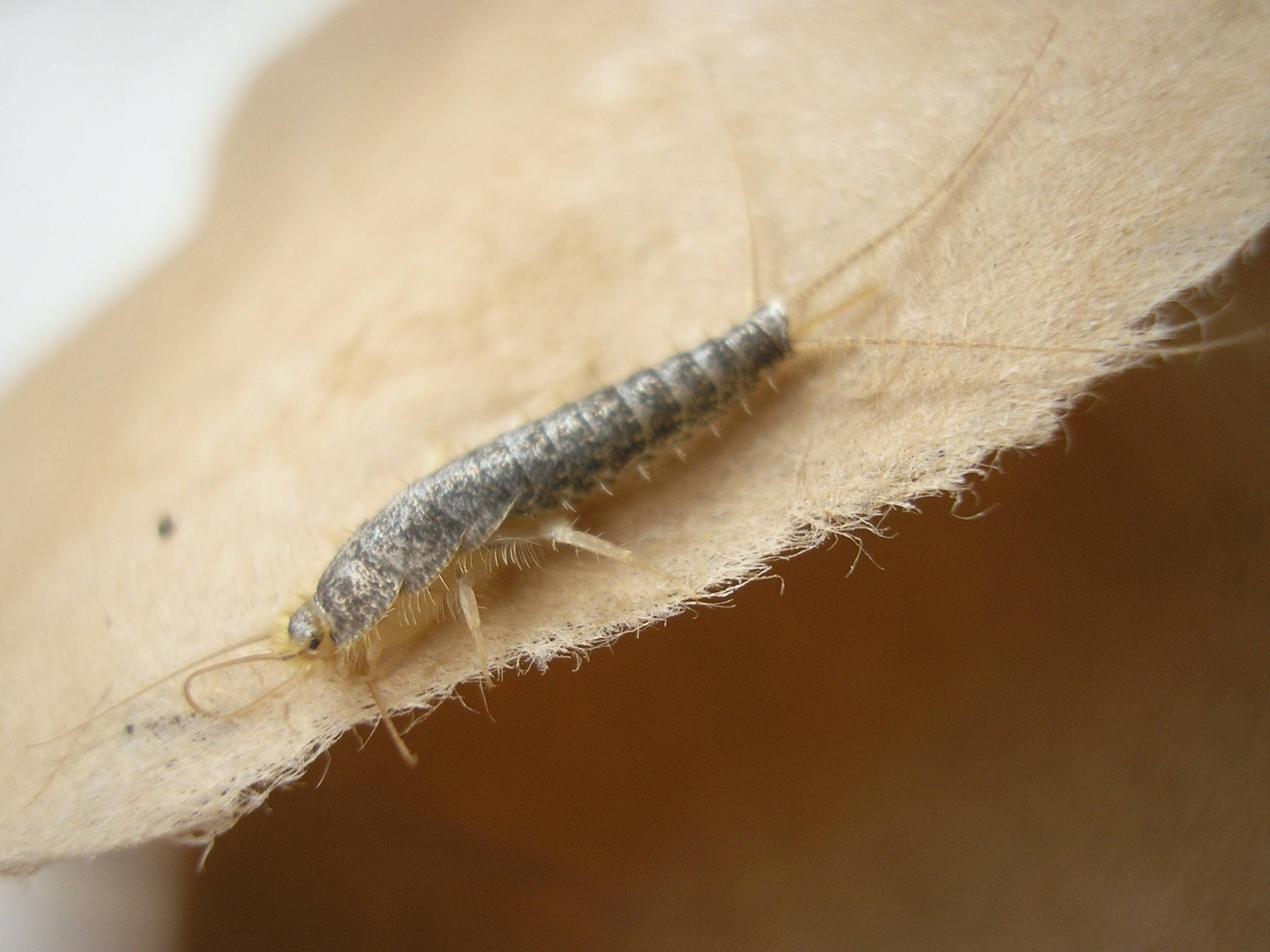
Papierfischchen auf Papier

## Ökonomische Bedeutung
Papierfischchen besiedeln nicht nur Industrie-Papierlager, sondern bedrohen auch Bücher und Dokumente in Archiven, Bibliotheken und Museen. Da sie sich anders als die übrigen Fischchen und die meisten anderen papierfressenden Insekten im trockenen Magazinklima (um 50 Prozent relative Luftfeuchte) optimal vermehren, werden sie im Gegensatz zu Erstgenannten nicht nur als Lästlinge, sondern als Schädlinge aufgefasst.

## Taxonomie und Systematik
Erstmals hat Karl Escherich 1905 Ctenolepisma longicaudata als neue Art nach Tieren aus Südafrika in einer umfänglichen Monografie über Lepismatiden beschrieben; auch die Gattung wurde dort erstmals eingeführt. Die Gattung Ctenolepisma umfasst weltweit etwa 100 Arten. Aus Europa werden 10 Arten angegeben, von denen die meisten auf die Iberische Halbinsel beschränkt sind, vier sind weiter verbreitet.
2018 fand eine Revision der Systematik statt, in deren Zuge der Artname in Ctenolepisma longicaudatum geändert wurde.